# 파라마운트 픽쳐스의 장편 애니메이션 영화 목록

## 주요 작품 목록
| 플라이셔 스튜디오          |
| 파라마운트 애니메이션      |
| 니켈로디언 무비스          |
| 드림웍스 애니메이션        |
| 파라마운트 이외의 스튜디오 |
| 기타                       |

### 장편 애니메이션
| 개봉일자   | 제목                              | 비고 |
| ---------- | --------------------------------- | --- |
| 1992.7.10  | 쿨 월드                           | 공동 제작 Bakshi Productions |
| 1992.7.31  | 베베스 키즈                       | 공동 제작 Hyperion Pictures and The Hudlin Brothers                                                                                   |
| 1996.12.20 | 비비스와 버트헤드                 | 공동 제작 Geffen Pictures and MTV 필름스                                                                                              |
| 1998.11.20 | 야 러그래츠 무비                  | 공동 제작 니켈로디언 무비스 and Klasky Csupo                                                                                          |
| 1999.6.30- | 사우스 파크                       | 북미 배급, 공동 제작 워너 브라더스 픽처스, Scott Rudin Productions and Comedy Central Films                                           |
| 2000.11.17 | 러그래츠 2 - 파리 대모험          | 공동 제작 니켈로디언 무비스 and Klasky Csupo                                                                                          |
| 2001.12.21 | 천재소년 지미 뉴트론              | 공동 제작 니켈로디언 무비스 and O Entertainment                                                                                       |
| 2002.6.28  | 헤이 아놀드                       | 공동 제작 니켈로디언 무비스 and Snee-Oosh Inc.                                                                                        |
| 2002.12.20 | 쏜베리의 가족 탐험대              | 공동 제작 니켈로디언 무비스 and Klasky Csupo                                                                                          |
| 2003.6.13  | 러그래츠 3: 무인도 대모험         | 공동 제작 니켈로디언 무비스 and Klasky Csupo                                                                                          |
| 2004.11.19 | 보글보글 스폰지밥                 | 공동 제작 니켈로디언 무비스 and United Plankton Pictures                                                                              |
| 2006.5.19  | 헷지                              | 배급 담당, 제작 드림웍스 애니메이션 파라마운트가 배급하는 첫 번째 드림웍스 애니메이션 제작 영화.                                      |
| 2006.8.4   | 신나는 동물농장                   | 공동 제작 니켈로디언 무비스 and O Entertainment                                                                                       |
| 2006.11.3  | 플러쉬                            | 배급 담당, 제작 드림웍스 애니메이션 and 아드만 애니메이션                                                                             |
| 2007.5.18  | 슈렉 3                            | 배급 담당, 제작 드림웍스 애니메이션 and Pacific Data Images                                                                           |
| 2007.11.2  | 꿀벌 대소동                       | 배급 담당, 제작 드림웍스 애니메이션                                                                                                   |
| 2007.11.16 | 베오울프                          | 북미 배급, 공동 제작 Shangri-La Entertainment and ImageMovers                                                                         |
| 2008.6.6   | 쿵푸 팬더                         | 배급 담당, 제작 드림웍스 애니메이션                                                                                                   |
| 2008.11.7  | 마다가스카 2                      | 배급 담당, 제작 드림웍스 애니메이션 and Pacific Data Images                                                                           |
| 2009.3.27  | 몬스터 vs 에이리언                | 배급 담당, 제작 드림웍스 애니메이션                                                                                                   |
| 2010.3.26  | 드래곤 길들이기                   | 배급 담당, 제작 드림웍스 애니메이션                                                                                                   |
| 2010.5.21  | 슈렉 포에버                       | 배급 담당, 제작 드림웍스 애니메이션                                                                                                   |
| 2010.11.5  | 메가마인드                        | 배급 담당, 제작 드림웍스 애니메이션                                                                                                   |
| 2011.3.4   | 랭고                              | 공동 제작 니켈로디언 무비스, GK Films and Blind Wink                                                                                  |
| 2011.5.26  | 쿵푸 팬더 2                       | 배급 담당, 제작 드림웍스 애니메이션                                                                                                   |
| 2011.10.28 | 장화 신은 고양이                  | 배급 담당, 제작 드림웍스 애니메이션                                                                                                   |
| 2011.12.21 | 틴틴: 유니콘호의 비밀             | 미국 배급, 공동 제작 니켈로디언 무비스, Hemisphere Media Capital, The Kennedy/Marshall Company, WingNut Films and 앰블린 엔터테인먼트 |
| 2012.6.8   | 마다가스카 3: 이번엔 서커스다!    | 배급 담당, 제작 드림웍스 애니메이션                                                                                                   |
| 2012.11.21 | 가디언즈                          | 배급 담당, 제작 드림웍스 애니메이션                                                                                                   |
| 2015.2.6   | 스폰지밥3D                        | 공동 제작 파라마운트 애니메이션, 니켈로디언 무비스 and United Plankton Pictures                                                       |
| 2015.10.14 | 뮨: 달의 요정                     | 공동 제작 Method Animation |
| 2015.12.30 | 아노말리사                        | |
| 2017.1.13  | 몬스터 트럭                       | 공동 제작 파라마운트 애니메이션, 니켈로디언 무비스 and Disruption Entertainment                                                       |
| 2018.3.23  | 셜록 놈즈                         | 배급 담당, 제작 파라마운트 애니메이션, 메트로 골드윈 메이어 and Rocket Pictures                                                       |
| 2019.3.15  | 원더랜드                          | 제작 파라마운트 애니메이션 |
| 2020.8.14  | 스폰지밥 무비: 핑핑이 구출 대작전 | 공동 제작 파라마운트 애니메이션, 니켈로디언 무비스 and United Plankton Pictures                                                       |

## 같이 보기
- 파라마운트 픽처스의 영화 목록